# Jan Wagenaar (historicus)
Jan Wagenaar (Amsterdam, gedoopt 25 oktober 1709 – aldaar, 1 maart 1773) was een Nederlandse geschiedschrijver uit de achttiende eeuw. Hij schreef over de politieke, kerk- en economische geschiedenis van Nederland. Wagenaar was een vertegenwoordiger van de stroming van de Verlichting en concludeerde dat niet elke ramp als straf van God hoeft te worden beschouwd, noch dat elke zegen een beloning is. Zijn werk was meer dan een eeuw zeer populair en wekte de afgunst en kritiek van Willem Bilderdijk.

## Biografie
Jan Wagenaar werd op 25 oktober 1709 gedoopt in de Oude Kerk in Amsterdam. Hij was de zoon van een schoenmaker, die al voor de tweede keer was getrouwd en hem niet kon laten studeren. Zijn moeder was Maria Sagtleven (en verwant aan Herman Saftleven, de schilder). Het echtpaar kreeg zeven kinderen, van wie er drie jong stierven. Het gezin woonde op de hoek van Nes en de Wijde Lombardsteeg, tegenover de Bank van Lening. Op twaalfjarige leeftijd als volwassene beschouwd, werd Jan Wagenaar klerk bij een houthandelaar; in zijn vrije tijd ontwikkelde hij zich door zelfstudie. Hij studeerde Frans, later ook Latijn en Grieks, enig Hebreeuws en Engels. Ook had hij belangstelling voor de natuurwetenschappen. Twintig jaar oud liet Wagenaar zich in 1730 in Rijnsburg bij de Collegianten doopsgezind dopen en werd onbezoldigd vermaner binnen deze kerkgemeenschap. In 1737 schreef hij over een overstroming in Dantzig en de 'noodlijdenden aldaar'. In 1738 over de Tegenwoordige staat der Oostenrijksche, Fransche en Pruissische Nederlanden. In 1739 huwde hij op zijn dertigste in Haarlem de 25-jarige Christina Vergoes. Hierdoor was hij in staat met een compagnon, Jan de Jager, een houthandel te beginnen en zijn eigen historische werk uit te geven. Hij schreef een boekje over de kinderdoop in 1740. In 1741 publiceerde hij over de overstromingsrampen in de Alblasserwaard. In 1742 woonde hij op de Haarlemmer Houttuinen, niet ver van de Haarlemmerdijk.
Op uitnodiging van de uitgever Isaak Tirion vertaalde hij tussen 1739 en 1744 het twaalfde deel van een Engelse uitgave, die de geschiedenis van de wereld beschreef. Het werk verscheen in vijf delen onder de titel: Hedendaagsche Historie of Tegenwoordige staat der Vereenigde Nederlanden. Het werk beschreef tal van bijzonderheden over de steden en dorpen in Nederland, met name ook in de Generaliteitslanden, Staats-Brabant, het Staatse deel van de Landen van Overmaze etc. Wagenaar werd auteur van een Spectatoriaal tijdschrift, dat de veelzeggende titel De Patriot droeg (1747). De staatkundige toestand van 1747 en 1748, en het Pachtersoproer waren aanleiding tot de uitgave van het wekelijks verschijnende blaadje.

## Vaderlandsche Historie

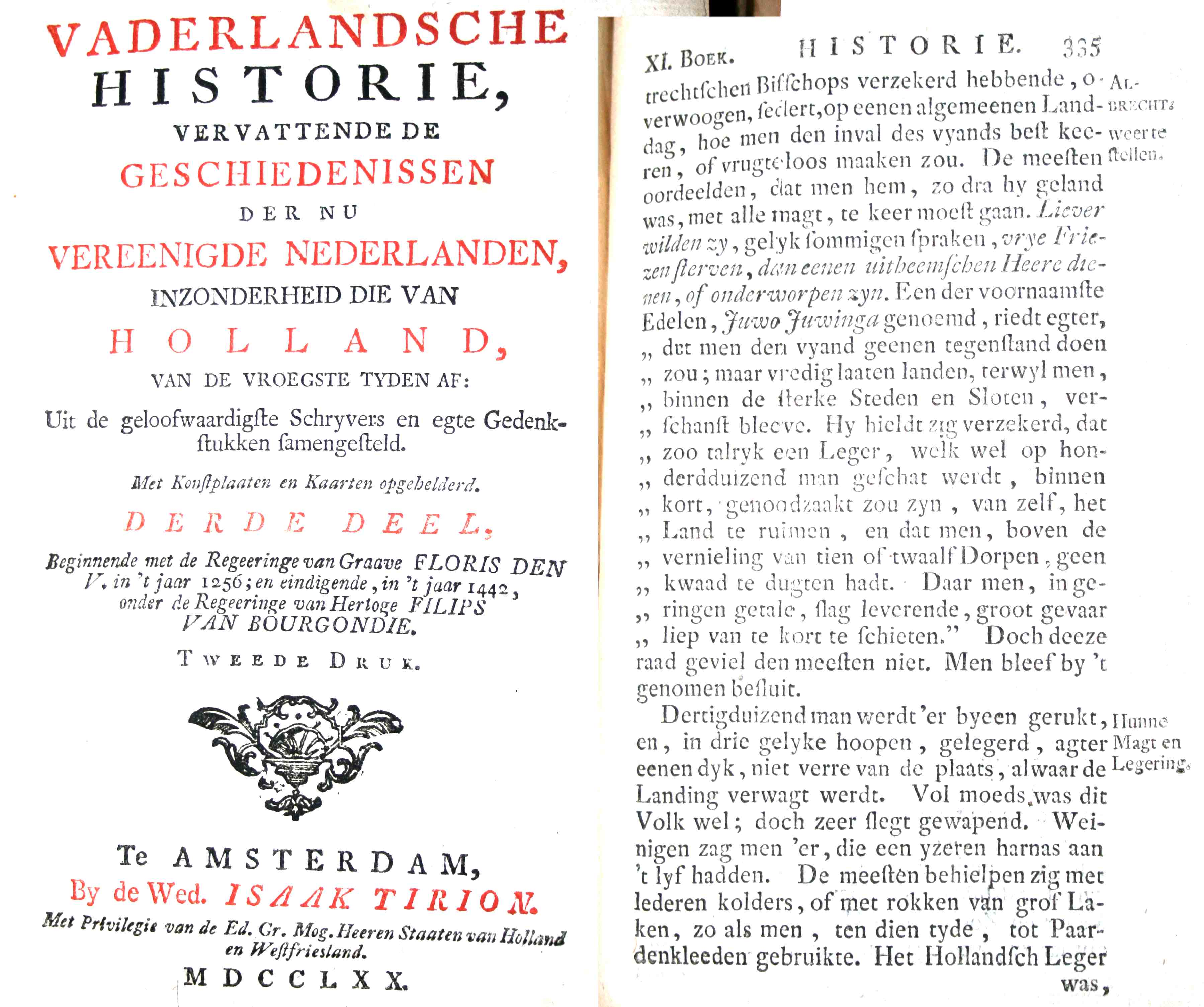
Vaderlandsche historie, vervattende de geschiedenissen der nu Vereenigde Nederlanden, inzonderheid die van Holland, van de vroegste tyden af: uit de geloofwaardigste schryvers en egte gedenkstukken samengesteld. (21 delen, 1752-1759)

In 1749 verscheen het eerste deel der Vaderlandsche Historie vervattende de geschiedenissen der nu Vereenigde Nederlanden dat begint met de Batavieren. Hij werd op slag beroemd. In 1759 was hij gevorderd tot het twintigste deel, dat eindigt met de dood van stadhouder Willem IV. Eerst toen maakte Wagenaar zich bekend als de schrijver van deze uitgave, alhoewel men reeds lang vermoedde dat hij de auteur was. In totaal omvatte het werk 24 delen.
- Deel I loopt van de Batavieren tot 800
- Deel II loopt van 800 tot 1256
- Deel III loopt van 1256 tot 1442
- Deel IV loopt van 1443 tot 1529
- Deel V loopt van 1529 tot 1555
- Deel VI loopt van 1555 tot 1574
- Deel VII loopt van 1574 tot 1584
- Deel VIII loopt van 1584 tot 1589
- Deel IX loopt van 1598 tot 1609
- Deel X loopt van 1609 tot 1625. Wagenaar kreeg veel kritiek op zijn beschrijving van het Twaalfjarig Bestand en de godsdiensttwisten, zodat de voortgang van het project in het geding kwam. In 1753 was hij er volgens zijn biograaf helemaal mismoedig van geworden.
- Deel XI loopt van 1625 tot 1648
- Deel XII loopt van 1648 tot 1660
- Deel XIII loopt van 1660 tot 1672
- Deel XIV loopt van 1672 tot 1678 en beschrijft de Moord op de gebroeders De Witt in al zijn gruwelijke details.[8]
- Deel XV loopt van 1679 tot 1689
- Deel XVI loopt van 1689 tot 1697
- Deel XVII loopt van 1698 tot 1713
- Deel XVIII loopt van 1713 tot 1729
- Deel XIX loopt van 1729 tot 1745, waarin hij Rudolf de Mepsche en de gebeurtenissen in het dorp Faan beschrijft.[9]
- Deel XX loopt van 1745 tot 1751, de dood van Stadhouder Willem IV
- Deel XXI is een Bijvoegsel op de voorgaande delen en is bewerkt door Hendrik van Wijn
- Deel XXII behandelt het voogdijschap van Anna van Hannover
- Deel XXIII behandelt de minderjarigheid van prins Willem V (1766)
- Deel XXIV behandelt de Amerikaanse Onlusten tot 1774.

## Stadshistorieschrijver
Vanaf 1756 was Wagenaar in stedelijke dienst bij de stad Amsterdam, eerst als schrijver van de Amsterdamsche Courant. Wagenaar sprak zich daarin uit voor strikte neutraliteit in verband met de dreigende Zevenjarige Oorlog (1756-1763). Intussen werd een verkorte uitgave van zijn Vaderlandsche Historie in het Frans en Duits vertaald. In
1758 werd hij benoemd als 'historie schryver' van de stad, waarvoor hem toegang in de archieven werd gegeven. Twee jaar later, in 1760, werd hij aangesteld als 'eerste clercq ter secretarije'. Behulpzaam schijnt Abraham Calkoen te zijn geweest. Wagenaar kreeg in 1762 inzage in het kerkelijk archief. Tussen 1762 en 1768 verschenen dertien dalen van een geschiedschrijving van de stad Amsterdam: Amsterdan in zijne opkomst, aanwas, geschiedenissen, voorregten, koophandel, gebouwen, kerkenstaat, schoolen, schutterye, gilden en regeeringe, etc. Alle dertien delen waren rijkelijk geïllustreerd met kopergravures door Jacobus Houbraken en portretten door Hendrik Pothoven.
In 1768 publiceerde hij 't Verheugd Amsterdam, waarin hij het plechtige bezoek van Stadhouder Willem V en zijn kersverse echtgenote Wilhelmina heeft beschreven. Wagenaar herlas en bewerkte ook de Rijmkroniek van Melis Stoke, die vervolgens door Balthazar Huydecoper werd uitgegeven. Wagenaar publiceerde het werk onder het pseudoniem Klaas Kolyn, maar werd uiteindelijk ontmaskerd door Huydecoper. Aan het einde van zijn leven had hij grote problemen met zijn gezondheid, maar had er vrede mee. Hij verklaarde dat het "grote web" af was.
In 1771 of 1777 is de Toets van de egtheid der Rymchronyke die op den naam van Klaas Kolyn gepubliceerd.
Wagenaar werd 64 jaar oud en is op 6 maart 1773 begraven in de Nieuwe Kerk.

## Erfenis
Zijn weergave van de geschiedenis was niet onpartijdig; vooral Arminianen en staatsgezinden werden door hem verdedigd. Bilderdijk hoonde zijn visie op Johan de Witt in zijn Geschiedenis des Vaderlands, ook Adriaan Kluit en Elie Luzac bestreden zijn geschiedopvatting. Wagenaar is desondanks van grote betekenis geweest voor de opkomst van de patriottenbeweging in de achttiende eeuw. Ook Joan Derk van der Capellen is door zijn werk beïnvloed.
Na zijn dood zijn nog 36 delen Vervolgen van de Vaderlandsche Historie verschenen, die door andere auteurs werden geschreven. Zij beschrijven de periode van 1775 tot 1796. De in totaal 60 delen van 'Wagenaar' en de 'Vervolgen' op Wagenaar bleven populaire literatuur tot het midden van de negentiende eeuw, toen de wetenschappelijke geschiedschrijving opkwam.